# Hermann Samson

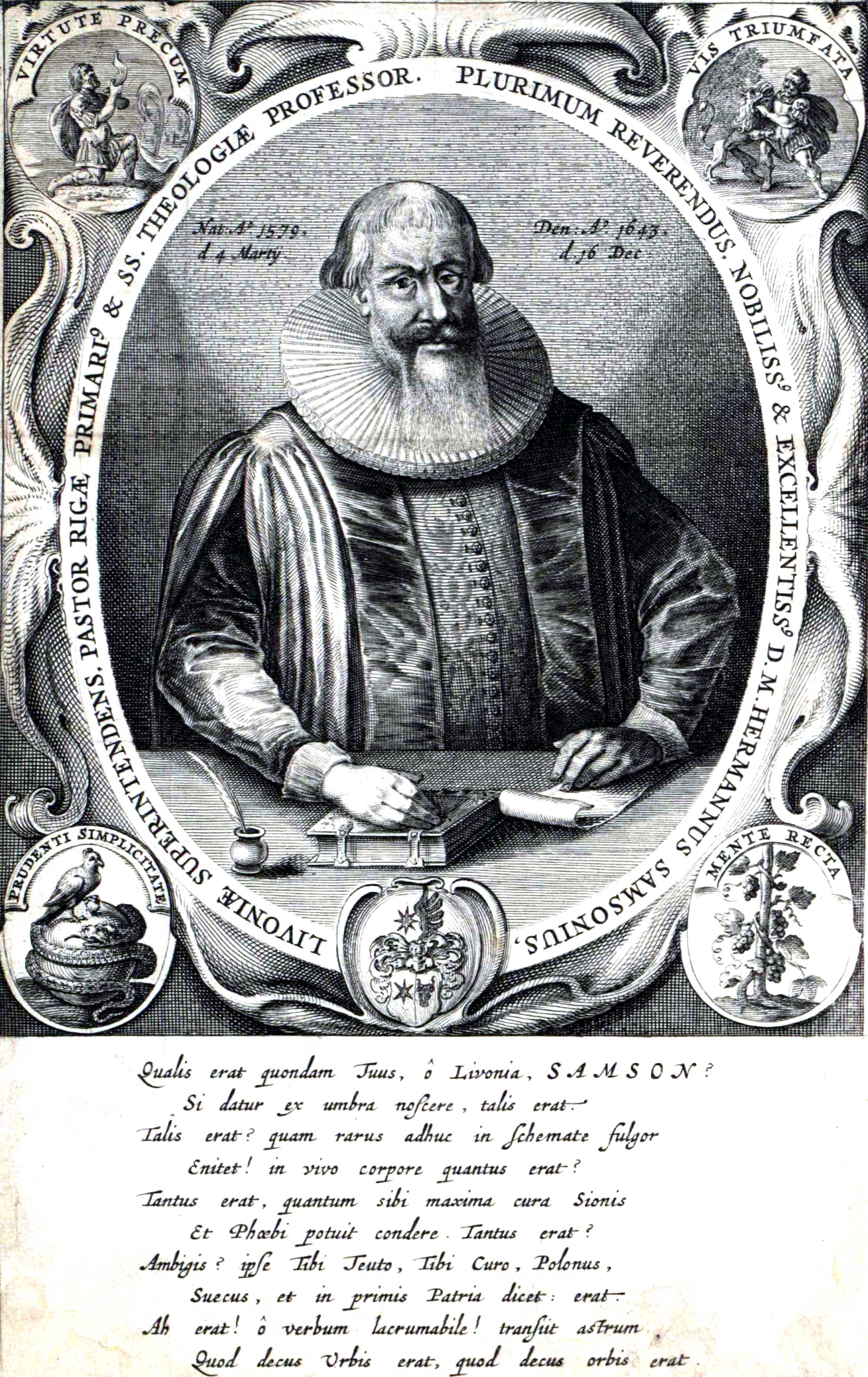
Hermann Samson

Hermann Samson (* 4. März 1579 in Riga; † 16. Dezember 1643 ebenda) war ein deutsch-baltischer evangelischer Geistlicher.

## Leben

### Familie
Hermann Samson wurde als drittes Kind des Naeman Samson (* 1520 in Putten in der Provinz Gelderland; † 1583 in Riga) und dessen Ehefrau Anne, geb. Böker, geboren. Sein Vater hatte anfangs als Soldat in der Armee des Königs von Frankreich gedient und war dann nach Riga gekommen. Dort wurde er 1568 Bürgerhauptmann und Befehlshaber der städtischen Miliz. Hermann Samson hatte noch zwei Geschwister:
- Elisabeth Jaster (von Samson);
- Hans Samson

Hermann Samson war seit 24. Juni 1609 mit Helene Hartmann, einer Tochter des Kaufmanns in Riga Bruno Hartmann, verheiratet. Aus der Ehe stammen drei Söhne und fünf Töchter, von welchen zwei Söhne und zwei Töchter den Vater überlebten. Von den Kindern kennt man:
1. Sohn Hermann Samson von Himmelstjerna (* 6. Juni 1619 in Riga; † 1678 in Dropat) 1643 Uni. Straßburg, Ass. d. königl. schwed. Hofgerichts Dropat, 1647 Ratsherr Dropat, 1650 bis 1666 Insp. Gertrudenkirche ebd., 1659 Bürgermeisters ebd., 1661 königl. Burggraf, ⚭ I. 25. Januar 1647 mit Hedwig Zimmermann (* 1619; † 1. November 1661) Tochter des Burggrafen Lorenz Zimmermann u. d. Katharina Nordhausen, ⚭ II. 1663 mit Catharina von Helmersen (* 1. November 1636; † – 25. März 1690), Tochter des Ratsherrn Moritz von Helmersen und der Hedwig zur Horst, Witwe des Reinhold von Rennenkampf und des Bürgermeisters Johann von Flügeln († 22. August 1662)
2. Sohn Bruno Samson († 1647 in Rinteln) 28. Januar 1643 Uni. Wittenberg, 12. Oktober 1643 Magister phil. ebd., Januar 1647 Uni. Marburg,
3. Tochter Elisabeth Samson (* 1622 in Riga; † 26. Februar 1660 ebd.) ⚭ 11. Februar 1650 mit d. Sekretär u. späteren Bürgermeister in Riga Melchior von Dreyling († 24. Mai 1682 in Riga)
4. Tochter Anna Samson ⚭ Caspar von Hoffe
5. Tochter Helena Samson ⚭ mit dem Ratsherrn in Riga Christian Zimmermann

### Werdegang
Hermann Samson besuchte die Domschule in Riga und fiel durch seine Begabung früh auf, so dass die Jesuiten auf ihn aufmerksam wurden. Weil er sich weigerte, dem Jesuitenorden beizutreten, entführten sie ihn gewaltsam, um ihn zu ihrem Alumnat, das Lyceum Hosianum, nach Braunsberg zu bringen. Er konnte jedoch unterwegs fliehen und wieder nach Riga zurückkehren.
Im August 1599 begann er ein Theologie-Studium an der Universität Rostock und hörte Vorlesungen in Griechisch und Latein bei Eilhard Lubin. Im Mai 1600 ging er an die Universität Wittenberg und wurde gleichzeitig mit Axel Oxenstierna, dem späteren schwedischen Reichskanzler, immatrikuliert. Er hörte Vorlesungen bei Ägidius Hunnius, Salomon Gesner und Leonhard Hutter, sowie in der Philosophie bei Jakob Martini. Im Verlauf seines Studiums erarbeitete er sich das Examen Concilii Tridentini von Martin Chemnitz so intensiv, dass er das Werk auswendig kannte. Er wurde von seinen Lehrern so geschätzt, dass er anlässlich des 66. Todestages von Martin Luther die Feierrede im Namen der Universität hielt; weiter wurde er gebeten, nach dem Tode von Salomon Gesner an dessen Stelle Predigten in der Schlosskirche zu halten. Am 25. September 1604 absolvierte er, als bester Kandidat von 32 Personen des Sommersemesters, den Magistergrad in Wittenberg.
Aufgrund der katholischen Gegenreformation in Livland kehrte er in die Heimat zurück. Riga war damals die Metropole des Baltikums und sicherte den Fortbestand der evangelischen Kirche in Livland. Während der Kalenderunruhen in Riga, in der sich eine protestantische Opposition gegen den Rat und dessen Nachgiebigkeit gegen die Forderungen des polnischen Königs und der Jesuiten gebildet hatte, das jedoch durch das Eingreifen der polnischen Regierung mit einem Sieg des Rates endete, hatte sich gezeigt, wie tief verfeindet die Bürgerschaft und der Rat waren. Der Rat, unter Führung von Bürgermeister Nicolaus Eck, stützte sich auf die polnischen Machthaber und setzte dem Vordringen der Jesuiten in Riga nur eine schwache Defensive entgegen. Die Jesuiten hatten erkannt, dass mit der Unterwerfung Rigas der Sieg der katholischen Kirche in Livland entschieden sei.
In diese Verhältnisse kehrte Hermann Samson im Sommer 1608 nach Riga zurück. Er nahm entschlossen den Kampf gegen die Jesuiten auf und hielt am 24. Juni 1608 seine erste Predigt in der Petrikirche mit dem Thema „… daß der Glaube, welchen die Lutheraner haben, der uralte katholische Glaub sey, hinwieder der Jesuiten und Bäbstlichen Glaub ein Spannewever Glaub sey.“ In dieser Predigt griff er die Jesuiten offen an, und ließ sie später drucken und vertreiben. Hierdurch wurde das protestantische Bewusstsein im Rat und in der Bürgerschaft gestärkt. Samson galt daher als Vorkämpfer und Verteidiger des evangelischen Glaubens, der kurz darauf in das geistliche Ministerium der Stadt aufgenommen und zum Inspektor der städtischen Schulen ernannt wurde. 1611 wurde er Oberpastor am Dom und 1616 Oberpastor zu St. Peter und damit das Oberhaupt der evangelischen Geistlichkeit in Riga. Als Inspektor der Schulen war es sein vorrangiges Ziel, sich dem Bestreben der Jesuiten, die Kinder der Bürger und Adels in ihren Schulen zu ziehen, entgegenzusetzen. Aufgrund seiner Kenntnisse in Griechisch und Latein gab er selbst Unterricht und wurde von seinen Schülern verehrt.
Die Jesuiten forderten ihn mehrmals zu öffentlichen Disputationen heraus. Allerdings war er mit ihrer Art der Polemik und ihren gewöhnlichen Argumenten vertraut und war ihnen durch seine Schlagfertigkeit, sprachliche Gewandtheit und seiner Logik vollkommen gewachsen. Seitens der Jesuiten wurde Klage gegen Hermann Samson beim König Sigismund III. erhoben, der ihn durch königlichen Befehl nach Warschau zitierte. Hierauf erklärte die Stadt Riga durch ihren Syndicus Johann Ulrich in Warschau, dass sie ihren Oberhirten nicht reisen lassen würden, so dass durchgesetzt wurde. dass eine königliche Kommission nach Riga kam; vor dieser konnten die erhobenen Anklagen widerlegt werden.
Durch seine Auseinandersetzung mit den Jesuiten, durch seine Schriften und Predigten war Hermann Samson inzwischen in ganz Norddeutschland bekannt geworden, und erhielt Berufungen nach Rostock als Professor und Pastor, sowie nach Hamburg und nach Danzig, allerdings blieb er in Riga und lehnte alle Wünsche ab. Er wollte lieber seinen Kampf gegen die Jesuiten fortsetzen, die inzwischen immer neue Anklagen gegen ihn erhoben; zum Schluss waren es 400 Anklagen.
Im August 1621 belagerte Gustav Adolf Riga und nach einem Monat musste sich die Stadt ergeben; die Stadtbewohner huldigten ihrem Befreier am 25. September 1621. Die Huldigungspredigt hielt Hermann Samson noch am selben Tag vor dem König in der Petrikirche. Gustav Adolf war durch Axel Oxenstierna auf Hermann Samson aufmerksam gemacht worden, und so wurde er durch Gustav Adolf zum Superintendenten von ganz Livland ernannt, mit dem Auftrag, die zerstörte Landeskirche wiederherzustellen.
1631 gründete der Rat in Riga ein Akademisches Gymnasium (1. Staatsgymnasium Riga) zur höheren Ausbildung, an dieser wurde Hermann Samsons die Professur der Theologie übertragen.
Als Anerkennung seiner Verdienste wurde ihm 1638 von der schwedischen Regierung das Gut Festen in Livland geschenkt. Am 19. September 1640 wurde ihm von der Königin Christina der erbliche schwedische Adel mit dem Zusatz von Himmelstjerna verliehen.

## Schriften (Auswahl)
- Parentatio Anniversaria Pro D. Martino Luthero P.M. Qua comparatio instituitur inter duo Spiritus sancti organa Mosen & Lutherum: Habita publice in Illustri Et Celebri Witebergensi Academia 18. Februarii, qui Constantiae & Concordiae inscribitur Anno 1606. Wittenberg 1606. (Digitalisat)
- Wolgegründte außführung und lehrhaffte anweisung, Wie es ein beschaffenheit habe so wol umb des Herren Lutheri, alß aller Lutherischen Praedicanten Vocation und beruff, wie auch Ordination und Priesterweihe. Altenburg 1611.
- Zwo christliche unnd wolgegrundte Predigten vom h[eiligen] Nachtmahl: gehalten in volckreicher versamlung [sic] zu Riga in S. Peters Kirchen, und auff anhalten [sic] vieler frommer Christen. Riga: Nicolaus Mollinus, 1613.
- Anti-Jesuita primus. Sive discussio et confutatio solida et modesta aliquot quaestionum, quas Laurentius Nicolai Jesuita tractat in initio libri sui, quem hoc titutlo inscribit: Confessio Christiana. Gießen 1615.
- Anti-Jesuita secundus, sive confutatio altera libri istius, quem Laurentius Nicolai Jesuita de confessione Christiani populi in tribus regnis septentrionalibus, Daniæ, Sueciæ, & Norwegiæ, annis à Christi fide suscepta ampliùs sexcentis, &c. in lucem edidit. Gießen 1615.
- Eine Predigt Von dem Evangelischen JubelJahr, oder von der hundertjährigen Gedechtnuß des uberseligen Reformation Wercks: Gehalten in Volckreicher Versamblung in S. Peters Kirchen zu Riga in Liefflandt den 2. Novembris. Greifswald 1618.
- CometenPredigt/ Das ist Christliche Unterweisung/ Wie man den Cometen (welcher sich Newlich am Himmel hat sehen lassen) soll betrachten: Auch Christliche vermahnung zu wahrer Buß und Bekehrung zu Gott. 1618. (Digitalisat)
- Sieben auserlesene Predigten. Riga 1619.
- Seelenschatz Das ist Eilff außerlesene Predigten uber den Evangelischen Hauptspruch: Des Weibes Samen wird der Schlangen den Kopff zutreten. Riga 1620.
- Neun Außerlesen und Wolgegründete Hexen Predigt : Darinnen der Terminus Magiae oder Zäuberey nach den Logicalischen terminis richtig und kürtzlich auß Gottes Wort, und andern Schribenten und Historien erkläret und außgeführet worden, und in der Thumb Kirchen zu Riga öffentlich gehalten. Riga 1626.
- Hermann Samson; Johann Janichius: Disputationis quartae publicae ex articulo De Deo triuno. Riga 1632.
- Helden-Klag das ist: Christliche Trawrpredigt, so parentationis loco zu hochverdienten Ehren Dem Durchläuchtigsten, Großmächtigsten Fürsten und Herrn, Herrn Gustavo Adolpho, Der Reiche Schweden, Gothen und Wenden König, Großfürsten in Finland, Hertzogen zu Ehesten, und Carelen, Herrn zu Ingermanland etc.: Dessen Königl. Majest. für Gottes Ehre, den 6. tag Novemb. Anno 1632 bezeuget hat. Riga, [1632]
- Oratio de laudibus et rebus gestis Gustavi Magni ... regis (heu quondam) Suecorum ... scripta et pronunciata M. Hermanno Samsonio. Riga 1634.
- Hermann Samson; Johannes Georgius Hochstaterus: Abfertigung und Ableinung Der Hundert und Zwey und Dreissig Evangelischen Warheiten : Welche die Jesuiten boßhafftiger weise auß meinem Buch von Lutheri/ und der Lutherischen Praedicanten Beruff zum Lehr-Ampt/ zusammen geraspelt/ und unter der NebelKappe eines ungenandten Pflasterstreichers an Tag gegeben. Lübeck o. J.